# Gowan Glacier
Gowan Glacier är en glaciär i Antarktis. Den ligger i Västantarktis. Chile gör anspråk på området. Gowan Glacier ligger 1 362 meter över havet.
Terrängen runt Gowan Glacier är platt åt sydväst, men åt nordost är den kuperad.  Trakten är obefolkad. Det finns inga samhällen i närheten. 